# HMS Heartsease (K15)
HMS Heartsease (K15) je bila korveta razreda flower Kraljeve vojne mornarice, ki je bila operativna med drugo svetovno vojno.

## Zgodovina
3. aprila 1942 so ladjo predali Vojni mornarici ZDA, kjer je bila poimenovana USS Courage (PG-70). 23. avgusta 1945 je bila vrnjena Kraljevi vojni mornarici in bila nato prodana 22. julija 1946.